# Angelo Banchero
Angelo Giacinto Banchero (Sestri Ponente, 30 luglio 1744 – Roma, 18 novembre 1794) è stato un pittore italiano.

## Biografia
Nato a Sestri Ponente nel 1744, ultimo di quattro figli di una famiglia di lanaioli, sotto la guida del fratello maggiore Giacomo fu educato nella pittura sin da giovanissimo. Studiò dal 1762 a Roma con Pompeo Batoni, specializzandosi quale fine ritrattista. Fu amico e rivale di Pietro Pedroni. Nel 1772 realizzò il ritratto del doge di Genova Giovanni Battista Cambiaso.
Visse e lavorò tutta la vita a Roma, presso il collegio dei Greci, rimanendo comunque in stretti rapporti con la sua terra di origine. Morì il 18 novembre 1794, quando ancora non era ultimato il dipinto di San Siro benedicente il popolo per la chiesa di San Siro a Nervi. Fu sepolto nella basilica di San Lorenzo in Lucina.